# Обзнана
Реч обзнана је изведена од глагола обзнани, односно „објавити, дати на знање, прогласити“. У реторичком (свечаном, пренаглашеном) стилу изражавања то значи проглас, са појачаним значењем команде, директиве, указа: „дужни сте да ово примите к знању и да се поступите у складу са тим, немате право жалбе, ко год не прихвати ће бити кажњен“. Раније се понекад, ретко, користио у ненаглашеном смислу за оглас.
Када се пише Обзнана, са великим словом, мисли се на назив за одлуку државног врха Краљевине СХС да 29. децембра 1920. године да се, до даљег, забрани свака комунистичка и друга разорна пропаганда и обуставе њихове скупови у којима су позивали на насилно рушење власти.

## Разлог
Пошто се јавила као организатор низа штрајкова, победила на изборима у доста општина и освојила знатан број мандата за Конституанту у Краљевини СХС, Комунистичкој партији Југославије је 29. децембра 1920, Владином одлуком под називом Обзнана забрањен рад. Обзнана није била уредба пошто није била „потписана од Краља него само од министра, - није објављена у службеним новинама него само излепљена на улицама.“ Са правног становишта, Обзнана је изгледала као једно „парче папира“ које је требало да послужи „као средство политичког препада и застрашивања“.

## Текст
Обзнаном је Влада наредила:
„1. Да се до решења Устава забрани свака комунистичка и друга разорна пропаганда, обуставе њихове организације, затворе њихова зборишта, забране њихове новине и сви други списи који би мутили спокојство и мир државе, проповедали, правдали и хвалили диктатуру, револуцију или ма какво насиље. Одмах се имају узаптити сви позиви на генерални штрајк и до месец дана затворити сви који их чине усмено или писмено.
2. Забрањиваће се све штампане ствари, којима се умањује значај ових мера наређених за одржавање слободе, реда и својине. По себи се разуме да остаје нетакнута слобода јавне речи и писања, ако се њима не вређа држава и не изазива јавна деморализација.
3. Да се у сваком случају нереда са разорним карактером прво предузимају оштре мере против вођа и моралних подбадача, били они ту или правили вештачки алиби.
4. Заводи се обавезна пријава оружја. Ко не пријави ватрено оружје и експлозиве, кажњава се да три месеци затвора са радом.
5. За све време рада Уставотворне скупштине забрањене су у Београду сваке манифестације растројног и узбудљивог карактера. Војном суду на суђење предају се сви, који би истављали оружани отпор државним органима. сигурности.
6. Да се с нашег земљишта протерају сви странци који би се смутњама придруживали и јачали их.
7. Да се из државне службе отпусте сви чиновници виши и нижи, који би продужили пропаганду бољшевизма у нашој земљи, а да се одузме помоћ за школовање свим студентима комунистима.

У Београду, 29. децембра 1920. године. Ј. Б.29 282
Председник Министарског савета и Министар иностраних послова
МИЛЕНКО Р. ВЕСНИЋ, с. р“...

## Образложење
У образложењу Обзнане, њен аутор, министар унутрашњих дела демократа Милорад Драшковић дао је свој опис комунистичких акција, Циљ комуниста је „да по руском бољшевичком примеру, све сруше што данас постоји од закона, установа и добара јавних и приватних, а да на место свега заведу као и у Русији власт неколико људи који ће располагати животом, слободом и имањем грађана, а државу нашу отворити инвазији странаца. То они зову диктатуром пролетаријата и пошто сматрају нашу државу само као један сектор на фронту у борби коју бољшевици воде против осталог света то ће они на том сектору повести војну против светског капитализма како би се срушило све и свуда у свету што су до данас створили дух, снага и рад човечанства.“
Зарад остварења својих циљева, југословенски комунисти су покушавали „да шире своју отровну пропаганду међу војском и жандармеријом, како би као у Русији срушили поред осталих и те стубове реда, а завели место њих тзв. Црвену војску и црвену гарду, које продужују и данас, кад се цео свет смирује, ратове грађанске и међународне“. Комунистима у Краљевини СХС придружило се много њених „јавних и тајних непријатеља“. Они, пошто су „побеђени у рату, гледају да се после рата освете овој земљи, замећући у њој нереде... Једни се, иако ратни богаташи, уписују у комунистичку странку, други дају новац за новине који пишу неистине и драже народ на незадовољство, трећи одржавају везе с иностранством, и новчаним фондовима из иностранства набављају бомбе, експлозиве и оружје, четврти свим и свачим спречавају сваки рад у земљи и на рђав глас без доказа износе све јавне раденике и сав њихов рад... Неколико стотина људи плаћених из тајних фондова Коминтерне иду из места у место, са збора на збор, из воза у воз, из кафане у кафану, ништа друго не радећи но мутећи јавни мир и убијајући код грађана поверење у државу и њену будућност.“
Када би се остварила комунистичке замисли, Краљевину СХС задесила би несрећа каква је задесила Русију: грађански и међународни рат, пљачке „хране и стоке по селима, а другог имања по вароши“. Али, напомињао је творац Обзнане, „болести бољшевика која се зове комунизам, оборила је само Русију. За неколико недеља савладала је била Мађарску, али је тамо прошла остављајући пустош и погибију баш оних који су хтели диктатуру. Иначе, Америка, Енглеска, Француска, Немачка и друге уређене и богате државе сузбиле су је у самом почетку, негде лакше. а негде крваво.“ Владине мере, предвиђене у Обзнани, имале су да спрече комунисте у намери да изазову ново проливање крви. Јер, проливено је и сувише. Народ тражи мир да би лечио своје ратне ране и патње. Како је наведено у њој самој, Обзнана је донета да би се обезбедила да Конституанта обави свој посао „у реду и слободи“, неометена „општом обуставом рада“ и немирима за коју су се, по Владином сазнању „са више страна и из више поузданих извора“, комунисти спремали.